# Phillip Kiplimo
Phillip Kiplimo, né le 24 mars 1991 à Kapchorwa, est un coureur de fond ougandais. Il est champion du monde de course en montagne 2013 et champion d'Afrique de course en montagne 2014.

## Biographie
Aux championnats d'Afrique de course en montagne 2012, il remporte la médaille d'argent en terminant quatrième de la course derrière les Kényans Ondara McDonard et Robert Chemosin, ces derniers courant hors-championnat. Il décroche également l'argent par équipes avec Moses Kurong et Michael Cherop.
Il prend part aux championnats du monde de cross-country le 24 mars 2013 à Bydgoszcz où il se classe 42e. Le 19 juillet, il décroche la médaille argent aux championnats d'Ouganda d'athlétisme sur 10 000 m en 28 min 34 s 71. Lors des championnats du monde de course en montagne le 9 septembre à Krynica-Zdrój, il mène la course de bout en bout et remporte le titre en terminant avec une minute trente d'avance sur son compatriote, le champion du monde 2009 Geofrey Kusuro. Nathan Ayeko complète le podium et permet à l'Ouganda de remporter l'or par équipes. Le 23 novembre, il décroche à nouveau l'argent aux championnats d'Afrique de course en montagne et remporte le titre par équipes avec Geofrey Kusuro et Solomon Mutai.
Le 2 mars 2014, il termine deuxième du 20 van Alphen derrière Abdi Nageeye. Il prend part au marathon lors des Jeux du Commonwealth à Glasgow. Il termine huitième en 2 h 13 min 24 s. Le 8 novembre, il termine troisième de la course de montagne du Ranch Obudu et remporte le titre de champion d'Afrique de course en montagne, Hillary Kemboi et Abebe Dinkesa courant hors-championnat. Il remporte également l'or par équipes avec Isaac Kiprop et Geofrey Kusuro. Le 21 décembre, il termine deuxième du marathon de Hōfu à plus de trois minutes derrière le vainqueur Yuki Kawauchi.
En 2019, il remporte les marathons de Brescia, de Kigali ainsi que de Kampala.

## Palmarès

### Route
| Année | Compétition           | Lieu               | Place | Épreuve       | Temps           |
| ----- | --------------------- | ------------------ | ----- | ------------- | --------------- |
| 2013  | Marathon de Cologne   | Cologne            | 6e    | Marathon      | 2 h 11 min 30 s |
| 2014  | 20 van Alphen         | Alphen-sur-le-Rhin | 2e    | 20 kilomètres | 1 h 2 min 20 s  |
| 2014  | Marathon de Linz      | Linz               | 4e    | Marathon      | 2 h 14 min 14 s |
| 2014  | Jeux du Commonwealth  | Glasgow            | 8e    | Marathon      | 2 h 14 min 9 s  |
| 2014  | Marathon de Hōfu      | Hōfu               | 2e    | Marathon      | 2 h 13 min 24 s |
| 2015  | Run in Lyon           | Lyon               | 4e    | Marathon      | 2 h 15 min 31 s |
| 2017  | Marathon de Séoul     | Séoul              | 13e   | Marathon      | 2 h 18 min 20 s |
| 2018  | Marathon de São Paulo | São Paulo          | 4e    | Marathon      | 2 h 16 min 51 s |
| 2019  | Marathon de Brescia   | Brescia            | 1er   | Marathon      | 2 h 19 min 2 s  |
| 2019  | Marathon de Kigali    | Kigali             | 1er   | Marathon      | 2 h 20 min 21 s |
| 2019  | Marathon de Kampala   | Kampala            | 1er   | Marathon      | 2 h 13 min 56 s |

### Course en montagne
| no  | masculin          | Course                                       | Longueur | Départ           | Temps          |
| --- | ----------------- | -------------------------------------------- | -------- | ---------------- | -------------- |
| 4e  | Médaille d'argent | Championnats d'Afrique de course en montagne | 12,6 km  | 17 novembre 2012 | 1 h 4 min 19 s |
| 1re | Médaille d'or     | Championnats du monde de course en montagne  | 13,5 km  | 8 septembre 2013 | 54 min 22 s    |
| 6e  | Médaille d'argent | Championnats d'Afrique de course en montagne | 12,6 km  | 23 novembre 2013 | 1 h 3 min 56 s |
| 3e  | Médaille d'or     | Championnats d'Afrique de course en montagne | 12,6 km  | 8 novembre 2014  | 1 h 3 min 19 s |

## Records
| Épreuve       | Performance     | Date            | Lieu               |
| ------------- | --------------- | --------------- | ------------------ |
| 5 000 mètres  | 14 min 1 s 99   | 17 juillet 2015 | Kampala            |
| 10 000 mètres | 28 min 34 s 71  | 19 juillet 2013 | Kampala            |
| 20 kilomètres | 1 h 2 min 20 s  | 2 mars 2014     | Alphen-sur-le-Rhin |
| Semi-marathon | 1 h 3 min 55 s  | 8 juin 2013     | Zwolle             |
| Marathon      | 2 h 11 min 30 s | 13 octobre 2013 | Cologne            |